# Fázor

Příklad sériového RLC obvodu a jeho fázorový diagram pro určité ω

Fázor je ve fyzice a inženýrství otáčivý vektor, reprezentující harmonickou funkci, jejíž amplituda (A), úhlová frekvence (ω) a počáteční fáze (θ) nejsou v čase proměnné.
Fázory se zakreslují do roviny, v pokročilejších výpočtech se používá symbolicko-komplexní metoda reprezentace fázorů, kdy jsou koncové body fázorů zobrazeny v komplexní rovině. Fázor má souvislost s obecnějším konceptem zvaným analytická reprezentace, která rozkládá sinusoidu na součin komplexní konstanty s členem, který zapouzdřuje závislost na frekvenci a čase. Komplexní konstanta, které zapouzdřuje závislost na amplitudě a fázi, se nazývá fázor (vzniklý univerbizací ze spojení fázový vektor), komplexní amplituda, a (ve starších textech) sinor nebo dokonce complexor.
V elektrických obvodech často pracujeme s více sinusovými průběhy, které mají stejnou frekvenci, ale různé amplitudy a fáze. V analytické reprezentaci se liší pouze svou komplexní amplitudou (fázorem). Lineární kombinaci takových funkcí lze rozložit na součin lineárních kombinací fázorů (známý jako fázorová aritmetika) a člen závislý na čase či frekvenci, který mají všechny společné.
Původ termínu fázor správně naznačuje, že grafické znázornění operací s vektory lze použít také pro fázory. Důležitou přídavnou vlastností fázorové transformace je, že derivace a integrace sinusových signálů (s konstantní amplitudou, periodou a fází) odpovídá jednoduchým algebraickým operacím na fázorech; fázorová transformace tedy umožňuje analýzu (výpočet) střídavého ustáleného stavu RLC obvodů řešením jednoduchých algebraických rovnic (avšak s komplexními koeficienty) ve fázorové doméně místo řešení diferenciálních rovnic (s reálnými koeficienty) v časové doméně. Autorem fázorové transformace je Charles Proteus Steinmetz, který byl na konci 19. století zaměstnán ve firmě General Electric.
Pokud si odmyslíme určité matematické detaily, můžeme fázorovou transformaci považovat za určitý případ Laplaceovy transformace, kterou lze navíc použít pro (simultální) odvození tranzientní odezvy RLC obvodu. Laplaceovu transformaci je však matematicky obtížnější aplikovat, a toto větší úsilí může být zbytečné, pokud požadujme pouze analýzu v ustáleném stavu.

Obr 2. Znázorníme-li funkci v komplexní rovině, vektor tvořený její imaginární a reálnou složkou rotuje okolo počátku. Jeho magnituda je A a vektor vykoná jeden cyklus každých 2π/ω sekund. θ je úhel který svírá s reálnou osou v čase t = n•2π/ω pro celočíselné hodnoty n.

## Definice
Podle Eulerova vzorce lze sinusový průběh matematicky reprezentovat jako součet dvou komplexních funkcí:
{\displaystyle A\cdot \cos(\omega t+\theta )=A\cdot {\frac {e^{i(\omega t+\theta )}+e^{-i(\omega t+\theta )}}{2}},}    
nebo jako reálnou část jedné z funkcí:
{\displaystyle {\begin{aligned}A\cdot \cos(\omega t+\theta )=\operatorname {Re} \{A\cdot e^{i(\omega t+\theta )}\}=\operatorname {Re} \{E^{i\theta }\cdot e^{i\omega t}\}.\end{aligned}}}
Funkci {\displaystyle A\cdot e^{i(\omega t+\theta )}} nazýváme analytickou reprezentací funkce {\displaystyle A\cdot \cos(\omega t+\theta )}. Obrázek 2 ji zobrazuje jako otáčející se vektor v komplexní rovině. Někdy se označení fázor používá pro celou funkci, jako to děláme v další části. Ale termín fázor obvykle naznačuje pouze statický vektor {\displaystyle E^{i\theta }}. Ještě kompaktnější reprezentací fázoru je úhlová notace: {\displaystyle A\angle \theta }. Viz také vektorová notace.

## Fázorová aritmetika

### Násobení konstantou
Výsledkem násobení fázoru  {\displaystyle E^{i\theta }e^{i\omega t}\,} komplexní konstantou  {\displaystyle Be^{i\phi }\,}  je fázor. Dojde pouze ke změně amplitudy a fáze podkladových sinusoid:
{\displaystyle {\begin{aligned}\operatorname {Re} \{(E^{i\theta }\cdot Be^{i\phi })\cdot e^{i\omega t}\}&=\operatorname {Re} \{(ABe^{i(\theta +\phi )})\cdot e^{i\omega t}\}\\&=AB\cos(\omega t+(\theta +\phi ))\end{aligned}}}
V elektronice {\displaystyle Be^{i\phi }\,}  reprezentuje impedanci, která je nezávislá na čase. Nejde o zkrácenou notaci pro jiný fázor. Násobení fázoru proudu impedancí dává fázor napětí. Ale součin dvou fázorů (nebo druhá mocnina fázoru) reprezentuje součin dvou sinusových průběhů, což je nelineární operace, která produkuje nové frekvenční komponenty. Pomocí fázorové notace můžeme reprezentovat pouze systémy s jednou frekvencí, jako například lineární systém buzený sinusoidou.

### Derivování a integrace
Výsledkem derivace nebo integrálu fázoru podle času je také fázor. Například:
{\displaystyle {\begin{aligned}\operatorname {Re} \left\{{\frac {\mathrm {d} }{\mathrm {d} t}}(E^{i\theta }\cdot e^{i\omega t})\right\}=\operatorname {Re} \{E^{i\theta }\cdot i\omega e^{i\omega t}\}=\operatorname {Re} \{E^{i\theta }\cdot e^{i\pi /2}\omega e^{i\omega t}\}=\operatorname {Re} \{\omega E^{i(\theta +\pi /2)}\cdot e^{i\omega t}\}=\omega A\cdot \cos(\omega t+\theta +\pi /2)\end{aligned}}}
Proto je ve fázorové reprezentaci časová derivace sinusového průběhu reprezentována jednoduše násobením konstantou {\displaystyle i\omega =(e^{i\pi /2}\cdot \omega )\,}.
Podobně integrování fázoru odpovídá jeho násobení hodnotou {\displaystyle {\frac {1}{i\omega }}={\frac {e^{-i\pi /2}}{\omega }}\,}. Časově závislý člen {\displaystyle e^{i\omega t}\,} je nezměněn.
Pokud řešíme lineární diferenciální rovnici pomocí fázorové aritmetiky, pouze vytkneme {\displaystyle e^{i\omega t}\,} ze všech členů rovnice a vložíme jej zpět do výsledku. Uvažujme například následující diferenciální rovnici pro napětí na kondenzátoru v RC obvodu:
{\displaystyle {\frac {\mathrm {d} \ v_{C}(t)}{\mathrm {d} t}}+{\frac {1}{RC}}v_{C}(t)={\frac {1}{RC}}v_{S}(t)}
Je-li napětí zdroje v tomto obvodu sinusové:
{\displaystyle v_{S}(t)=V_{P}\cdot \cos(\omega t+\theta ),\,}
můžeme dosadit {\displaystyle {\begin{aligned}v_{S}(t)&=\operatorname {Re} \{V_{s}\cdot e^{i\omega t}\}\\\end{aligned}}}
{\displaystyle v_{C}(t)=\operatorname {Re} \{V_{c}\cdot e^{i\omega t}\},}
kde fázor {\displaystyle V_{s}=V_{P}e^{i\theta }\,} a fázor {\displaystyle V_{c}\,} je neznámá hodnota, kterou je potřeba nalézt.
Ve zkracené fázorové notaci má diferenciální rovnice tvar
{\displaystyle i\omega V_{c}+{\frac {1}{RC}}V_{c}={\frac {1}{RC}}V_{s}} 
Řešením fázoru napětí na kondenzátoru dává
{\displaystyle V_{c}={\frac {1}{1+i\omega RC}}\cdot (V_{s})={\frac {1-i\omega RC}{1+(\omega RC)^{2}}}\cdot (V_{P}e^{i\theta })\,}
Jak jsme viděli, člen, který násobí {\displaystyle V_{s}\,} reprezentuje rozdíly amplitudy a fáze {\displaystyle v_{C}(t)\,}  vhledem k {\displaystyle V_{P}\,}  a {\displaystyle \theta \,}.
V polárních souřadnicích máme
{\displaystyle {\frac {1}{\sqrt {1+(\omega RC)^{2}}}}\cdot e^{-i\phi (\omega )},{\text{ kde }}\phi (\omega )=\operatorname {arctg} (\omega RC).\,}
A odtud
{\displaystyle v_{C}(t)={\frac {1}{\sqrt {1+(\omega RC)^{2}}}}\cdot V_{P}\cos(\omega t+\theta -\phi (\omega ))}

### Sčítání

Sčítání fázorů jako sčítání otáčejících se vektorů

Součtem několika fázorů je opět fázor, protože součet sinusových průběhů se stejnou frekvencí je opět sinusový průběh se stejnou frekvencí:
{\displaystyle {\begin{aligned}A_{1}\cos(\omega t+\theta _{1})+A_{2}\cos(\omega t+\theta _{2})&=\operatorname {Re} \{A_{1}e^{i\theta _{1}}e^{i\omega t}\}+\operatorname {Re} \{A_{2}e^{i\theta _{2}}e^{i\omega t}\}\\[8pt]&=\operatorname {Re} \{A_{1}e^{i\theta _{1}}e^{i\omega t}+A_{2}e^{i\theta _{2}}e^{i\omega t}\}\\[8pt]&=\operatorname {Re} \{(A_{1}e^{i\theta _{1}}+A_{2}e^{i\theta _{2}})e^{i\omega t}\}\\[8pt]&=\operatorname {Re} \{(A_{3}e^{i\theta _{3}})e^{i\omega t}\}\\[8pt]&=A_{3}\cos(\omega t+\theta _{3}),\end{aligned}}}
kde
{\displaystyle A_{3}^{2}=(A_{1}\cos \theta _{1}+A_{2}\cos \theta _{2})^{2}+(A_{1}\sin \theta _{1}+A_{2}\sin \theta _{2})^{2},}
a jestliže vezmeme {\displaystyle \theta _{3}\in \left\langle -{\tfrac {\pi }{2}};{\tfrac {3\pi }{2}}\right\rangle }, pak :
- , jestliže {\displaystyle A_{1}\cos \theta _{1}+A_{2}\cos \theta _{2}=0}, pak {\displaystyle \theta _{3}=\operatorname {sgn}(A_{1}\sin(\theta _{1})+A_{2}\sin(\theta _{2}))*{\frac {\pi }{2}}}, kde {\displaystyle \operatorname {sgn} } je funkce signum;
- , jestliže {\displaystyle A_{1}\cos \theta _{1}+A_{2}\cos \theta _{2}>0}, pak {\displaystyle \theta _{3}=\operatorname {arctg} \left({\frac {A_{1}\sin \theta _{1}+A_{2}\sin \theta _{2}}{A_{1}\cos \theta _{1}+A_{2}\cos \theta _{2}}}\right)};
- , jestliže {\displaystyle A_{1}\cos \theta _{1}+A_{2}\cos \theta _{2}<0}, pak {\displaystyle \theta _{3}=\pi +\operatorname {arctg} \left({\frac {A_{1}\sin \theta _{1}+A_{2}\sin \theta _{2}}{A_{1}\cos \theta _{1}+A_{2}\cos \theta _{2}}}\right)}.

nebo pomocí kosinové věty v komplexní rovině (nebo trigonometrické identity pro rozdíl úhlů):
{\displaystyle A_{3}^{2}=A_{1}^{2}+A_{2}^{2}-2A_{1}A_{2}\cos(180^{\circ }-\Delta \theta )=A_{1}^{2}+A_{2}^{2}+2A_{1}A_{2}\cos(\Delta \theta ),}
kde {\displaystyle \Delta \theta =\theta _{1}-\theta _{2}}.
Protože A3 a θ3 nezávisí na ω ani na t, můžeme používat fázorovou notaci. Časovou a frekvenční závislost lze potlačit a znovu vložit do výsledku, pokud v mezikrocích používáme pouze takové operace, které produkují jiný fázor. V úhlové notaci lze operace uvedené výše zapsat jako
{\displaystyle A_{1}\angle \theta _{1}+A_{2}\angle \theta _{2}=A_{3}\angle \theta _{3}.\,}
Na sčítání lze také pohlížet tak, že provádíme vektorový součet dvou vektorů se souřadnicemi [ A1 cos(ωt + θ1), A1 sin(ωt + θ1) ] a [ A2 cos(ωt + θ2), A2 sin(ωt + θ2) ], jehož výsledkem je vektor se souřadnicemi [ A3 cos(ωt + θ3), A3 sin(ωt + θ3) ]. (viz animace)

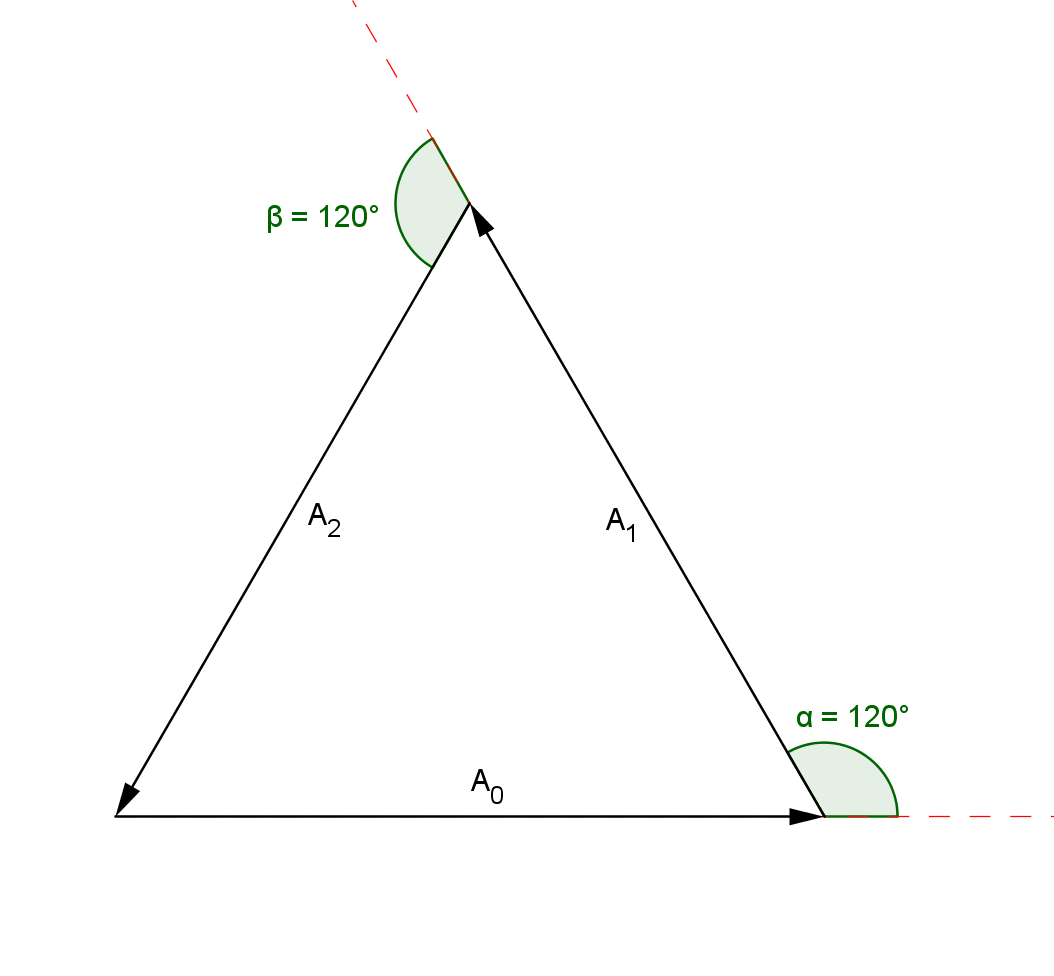
Fázorový diagram tří vln v dokonale destruktivní interferenci

Ve fyzice se tento druh sčítání objevuje, když se dva sinusové průběhy navzájem ruší, konstruktivně nebo destruktivně. Statický vektorový koncept poskytuje jednoduché pochopení otázek jako: „Jaký má být fázový rozdíl mezi třemi identickými sinusovými průběhy pro jejich vzájemné dokonalé vyrušení?“ Nejjednodušší je si v tomto případě představit tři vektory shodné velikosti a umístit je tak, že každý z nich začíná na konci předchozího a poslední končí na začátku prvního. Výsledkem je zřejmě rovnostranný trojúhelník, takže úhel mezi jednotlivými fázory je 120° (3π⁄2 radiánů) nebo jedna třetina vlnové délky λ⁄3. Fázový rozdíl mezi vlnami tedy musí být také 120°, jako v případě trojfázové soustavy.
Tato úvaha ukazuje, že řešením je
{\displaystyle \cos(\omega t)+\cos(\omega t+2\pi /3)+\cos(\omega t-2\pi /3)=0.\,}
V příkladu se třemi vlnami byl fázový rozdíl mezi první a poslední vlnou 240 stupňů, zatímco pro dvě vlny nastane destruktivní interference pro fázový rozdíl 180 stupňů. V limitním případě musí fázory vytvářet kružnici, aby došlo k destruktivní interferenci, takže první fázor je téměř rovnoběžný s posledním. To znamená, že v případě mnoha zdrojů dojde k destruktivní interferenci, když se první a poslední vlna liší o 360 stupňů, plnou vlnovou délku {\displaystyle \lambda }. To je důvod, proč se při difrakci na štěrbině objeví minima, když světlo ze vzdálené hrany putuje o plnou vlnovou délku další vzdálenost než světlo z blízké hrany.
Když vektor rotuje proti směru hodinových ručiček, jeho konec vykoná jednu úplnou otáčku o 360° nebo 2π radiánů reprezentující jeden úplný cyklus. Pokud by délka jeho se pohybujícího se konce byla přenesena v různých úhlových intervalech v čase do grafu jak je ukázáno výše, sinusový tvar vlny byl vybrán začínající vlevo s nula čas. Pozice na horizontální ose udávají dobu, která uplynula od času nula, t = 0. Když je vektor orientován vodorovně, reprezentuje úhly 0°, 180° a 360°.
Obdobně když vektor směřuje svisle nahoru, reprezentuje kladnou špičkovou hodnotu ( +Amax ) pro úhel 90° nebo π⁄2, a zápornou špičkovou hodnotu ( −Amax ) pro úhel 270° nebo 3π⁄2. Pak časová osa tvaru vlny reprezentuje úhel buď ve stupních nebo v radiánech o kolik se fázor pohl. Takže můžeme říct, že fázor reprezentuje sníženou hodnotu napětí nebo proudu otáčejícího se vektoru, který je „zmrazený“ v nějakém časovém okamžiku  t . V našem příkladu výše je to úhel 30°.
Někdy, když analyzujeme střídající se tvary vln můžeme potřebovat znát pozici fázoru reprezentující proměnnou velikost v nějakém časovém okamžiku, zvláště když chceme porovnávat dva různé tvary vln na stejné ose. Například napětí a proud. V případě výše jsme předpokládali, že průběh začíná v čase t = 0 s odpovídajícím fázovým úhlem buď ve stupních nebo v radiánech.
Pokud však druhý tvar vlny začíná vlevo nebo vpravo od tohoto nulového bodu, nebo jestliže chceme reprezentovat ve fázorové notaci vztah mezi dvěma tvary vln, pak budeme potřebovat vzít v úvahu tento fázový rozdíl, Φ tvaru vlny. Uvažujme diagram níže z předchozího tutoriálu o fázovém rozdílu.

## Aplikace

### Obvodové zákony
S pomocí fázorů lze pro řešení střídavých obvodů používat techniky pro řešení stejnosměrných obvodů. Přitom lze používat následující základní zákony:
- Ohmův zákon pro rezistory: rezistor nemá žádné zpozdění a proto nemění fázi signálu, proto V=IR zůstává v platnosti.
- Ohmův zákon pro rezistory, indukčnosti a kondenzátory: V = IZ kde Z je komplexní impedance.
- Ve střídavém obvodu máme reálný výkon (P) který reprezentuje průměrný příkon do obvodu a jalový (reaktivní) výkon (Q) který indikuje výkon tekoucí zpět a dopředu. Můžeme také definovat komplexní výkon S = P + jQ a zdánlivý výkon který je magnitudou S. Zákon výkonu pro střídavý obvod vyjádřený pomocí fázorů pak je S = VI* (kde I* je hodnota komplexně sdružený k I, a magnitudy fázorů napětí a proudu V a I jsou kvadratické průměry hodnot napětí a proudu).
- Kirchhoffovy zákony pracují s fázory v komplexním tvaru

S těmito zákony můžeme aplikovat techniky analýzy rezistivních obvodů a fázory analyzovat jednofrekvenční střídavé obvody obsahující rezistory, kondenzátory a cívky. Díky principu superpozice lze analyzovat i lineární střídavé obvody s několika frekvencemi nebo střídavé obvody s různými tvary vln pro zjištění napětí a proudů pomocí transformací různých tvarů vln na sinusové (harmonické) vlnové komponenty s magnitudou a fází místo analyzování každé frekvence samostatně.

### Výkonové inženýrství
Při analýze trojfázových střídavých výkonových systémů obvykle definujeme sadu fázorů jako trojici komplexních kořenů kubické rovnice, graficky reprezentovaných pomocí jednotkových průběhů s úhly 0, 120 a 240 stupňů. Reprezentací hodnot ve vícefázových střídavých obvodech pomocí fázorů lze vyvážený obvody zjednodušit a nevyvážené obvody lze považovat za algebraickou kombinaci symetrických komponent. Tento přístup značně zjednodušuje práci při výpočtech úbytků napětí, toků výkonu a zkratových proudů. V kontextu analýzy výkonových systémů je fázový úhel často zadaný ve stupních a magnitudy v kvadratický průměr hodnota místo špičková amplituda.
Technika synchrofázorů používá digitální nástroje pro měření fázorů reprezentujících přenos systém napětí v rozšířené body v přenosové síti. Rozdíly mezi fázory indikují tok výkonu a stabilitu systému.

### Telekomunikace: analogové modulace
Rotace rámcového obrázku pomocí fázoru je výkonným nástrojem pro porozumění analogovým modulacím jako například amplitudové modulaci (a jejím variantám
) a frekvenční modulaci.
{\displaystyle x(t)=\Re e\left\{E^{j\theta }.e^{j2\pi f_{0}t}\right\}}, kde na člen ve složených závorkách pohlížíme jako na otáčející se vektor v komplexní rovině.
Velikost fázoru je {\displaystyle A}, rotuje proti směru hodinových ručiček rychlostí {\displaystyle f_{0}} otáček za sekundu a v čase {\displaystyle t=0} má úhel {\displaystyle \theta } vzhledem ke kladné reálné ose.
Tvar vlny {\displaystyle x(t)} můžeme pak považovat za projekci tohoto vektoru na reálnou osu.
- AM modulace: fázorový diagram jediného tónu o frekvenci {\displaystyle f_{m}}
- FM modulace: fázorový diagram jediného tónu o frekvenci {\displaystyle f_{m}}